# Z punktu widzenia nocnego portiera
Z punktu widzenia nocnego portiera (polonès: Des del punt de vista d'un vigilant nocturn) és un documental polonès dirigit per Krzysztof Kieślowski l'any 1977. Pinta el retrat d'un guàrdia de fàbrica amb una actitud fanàtica cap a la disciplina. El documental pretén mostrar com un sistema totalitari pot convertir un ciutadà en un individu despietat i absolutament obedient, perseguint cegament objectius ideològics.

## Argument
La pel·lícula està basada en els monòlegs d'una guàrdia de fàbrica, Marian Osuch, que relata la seva vida. Al vigilant nocturn li agrada controlar la gent i fa la seva feina amb diligència. Controla acuradament el que entra i surt de la fàbrica, s'assegura que els empleats perforen les seves targetes de treball segons la normativa i és un meticulós fanàtic de la disciplina. Li agraden els westerns, diu davant la càmera: 
| « | El que més m'agraden són les pel·lícules bèl·liques. Ja saps, pel·lícules de vaquers així... Si hi ha un tiroteig o una baralla estic content | » |

. Després de la feina, revisa els pescadors per iniciativa pròpia i participa en les proves per a l'obtenció del carnet de pesca. Les conseqüències de la seva activitat són l'embargament de material, la citació davant la comissió de disciplina i la col·locació de nens en establiments per a menors. Tanmateix, el guàrdia està absolutament convençut de l'exactitud i eficàcia d'aquestes intervencions: 
| « | Bé, envio aquesta carta (...) i col·loquem el nen a un reformatori. I és un nen que està aprenent i que surt de la detenció de menors. I es converteix en un nen ideal | » |

.

El porter també es mostra en situacions privades. Compra un pastor alemany i l'entrena de manera inepta. Una de les escenes mostra el moment en què Osuch ensenya al seu fill adolescent a lligar una corbata. Tot i que s'hi dirigeix amb una atenció paterna, critica molt la joventut contemporània: 
| « | També penso que aquests adolescents potser tenen massa llibertat, cal lligar-los curt. (...) No m'agrada (...) que tinguin els cabells llargs, (...) els pantalons llargs (...) amples o estrets, (...) bigotis, barbes , ja saps, patilles. Bé... jo també els porto, (...) bé, però això no fa que un home sigui agressiu. No m'agraden aquests joves que coneixes. | » |

Dona suport al sistema polític dominant, no entén els ciutadans insatisfets amb el règim comunista. Considera que la disciplina és de la màxima importància: 
| « | Les regles són més importants com a home, vull dir, quan un home no s'aplica, perd, cau en un pantà i després, senyor, aquest home desapareix. I els nens també han de respectar aquestes regulacions, així com els adults que viuen, senyor, al món. | » |

 També està a favor de la pena de mort i les execucions públiques com a advertència als altres: 
| « | Crec que (.. .) segons la meva opinió, que hi ha d'haver aquesta condemna a mort, (...) feu tal (...) forca, tal tribunal, i doneu-li aquesta condemna a mort, només pengeu-lo en públic, desenes, centenars de persones veient-ho. | » |

L'última escena mostra un grup de nens visitant la fàbrica. El professor, assenyalant el personatge principal, pregunta: 
| « | Com es diu aquest home? | » |

 El nen petit diu: 
| « | Aquest home es diu... | » |

 i no acaba la frase, els altres nens romanen en silenci.

## Producció
Kieślowski va planejar fer una pel·lícula sobre un guàrdia fanàtic fins i tot abans de conèixer Marian Osuch. Es basa en notes d'un altre guàrdia amb conviccions semblants, el comportament i opinions del qual li van permetre descobrir una mena d'»home nou», un criat despietat adoctrinat per la propaganda del partit. Malauradament, l'autor del diari resulta ser un personatge inadequat per a una pel·lícula. El director comença, doncs, a buscar el personatge principal de l'escenari ja creat. Marian Osuch és escollit per Kieślowski entre molts altres candidats, perquè no sols té una mentalitat semblant a la del primer conillet d'índies, sinó que també respon bé a la càmera. Kieślowski comença el seu treball amb ell gravant les declaracions del protagonista en un casset. El director no sols va gravar de manera passiva les accions del seu protagonista, sinó que també utilitza la posada en escena i la provocació. El pastor alemany, que apareix en tres escenes de la pel·lícula, va ser comprat especialment per a la producció. L'observació bancària també està organitzada per Kieślowski. Durant una escena de robatori recreada, el guàrdia fins i tot accepta actuar sota la direcció del director.
La pel·lícula es realitza a la tira de pel·lícula de colors ORWO amb unes dimensions de 35 mm d'ample i 463 m de llarg.

## Estrena
L'estrena de la pel·lícula va ser aturada inicialment pel censor. L'estrena va tenir lloc durant el 19è Festival Nacional de Curtmetratges de Cracòvia l'any 1979. La pel·lícula també es va projectar en altres festivals de cinema. Tanmateix, mai es va estrenar als cinemes. L'any 1980, el director es va negar a emetre'l per televisió per por d'atacs al seu personatge. El documental només es va estrenar a un gran públic després de la mort de Kieślowski el 1996.